# Miersia rusbyi
Miersia rusbyi là một loài thực vật có hoa trong họ Amaryllidaceae. Loài này được Britton mô tả khoa học đầu tiên năm 1902.